# Pfaffenhausen
Pfaffenhausen – gmina targowa w Niemczech, w kraju związkowym Bawaria, w rejencji Szwabia, w regionie Donau-Iller, w powiecie Unterallgäu, siedziba wspólnoty administracyjnej Pfaffenhausen. Leży w Szwabii, około 8 km na północ od Mindelheimu, przy drodze B16.

## Demografia
| Rok  | Liczba mieszk. |
| ---- | -------------- |
| 1970 | 2 050          |
| 1987 | 1 997          |
| 2000 | 2 264          |

## Polityka
Wójtem gminy jest Roland Krieger, rada gminy składa się z 14 osób.

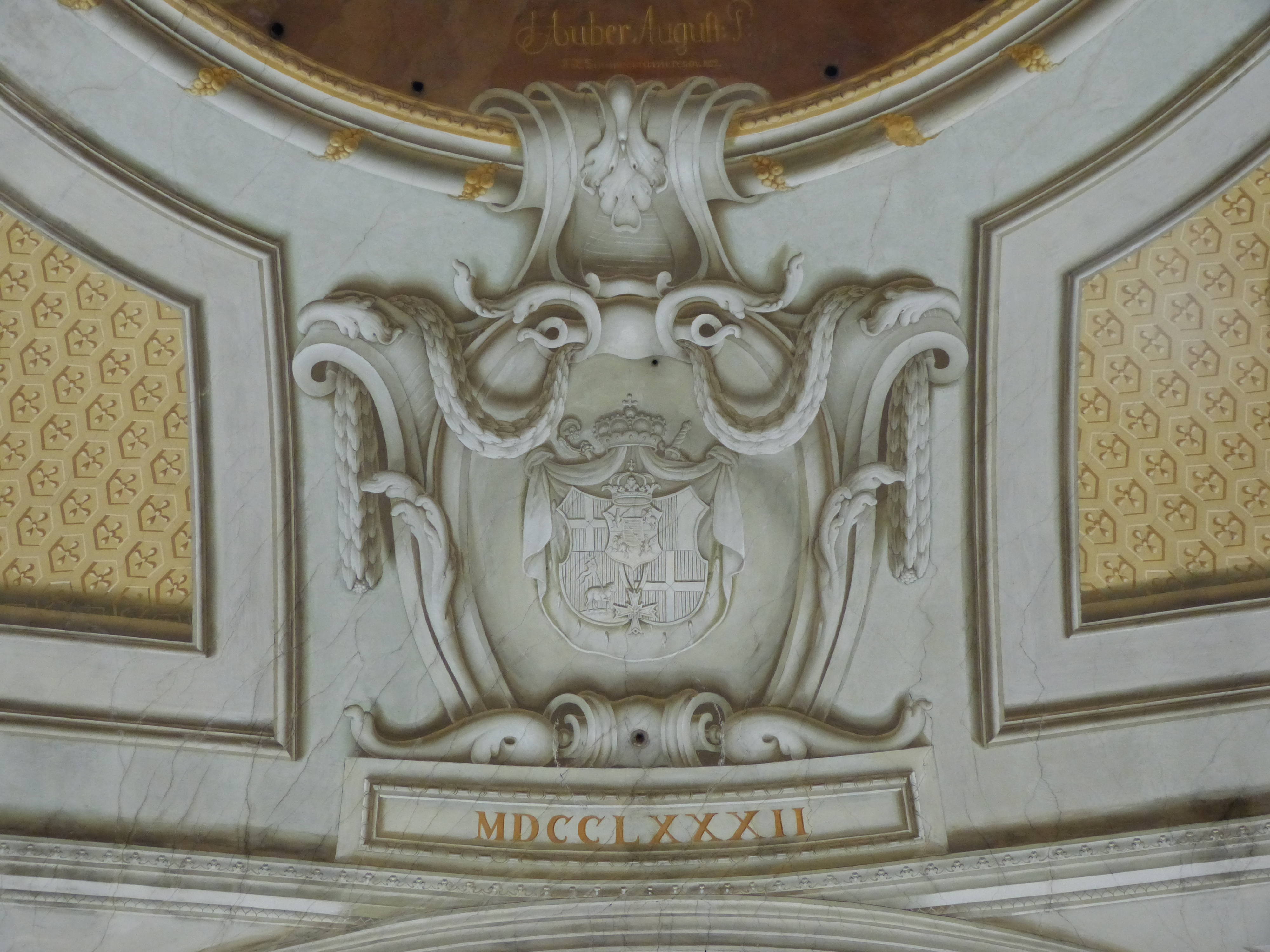
Herb Polski we wnętrzu kościoła św. Szczepana

|      | CSU/FW | UBG | Razem |
| 2008 | 7      | 7   | 14    |
| 2002 | 8      | 6   | 14    |

## Oświata
W gminie znajduje się przedszkole, szkoła podstawowa oraz Hauptschule (łącznie 562 uczniów).